# میکانیکس گروو (پنسیلوانیا)
میکانیکس گروو (به انگلیسی: Mechanics Grove) یک منطقهٔ مسکونی در ایالات متحده آمریکا است که در شهرستان لنکستر، پنسیلوانیا واقع شده‌است. میکانیکس گروو ۱۹۳٫۸۶ متر بالاتر از سطح دریا واقع شده‌است.